# Guitar Hero: On Tour Modern Hits
Guitar Hero: On Tour Modern Hits est jeu vidéo de rythme sorti en juin 2009 sur Nintendo DS. Il fait partie de la série des Guitar Hero.

## Liste des chansons
- 12 Stones, Adrenalin
- AFI, Miss Murder
- Angels & Airwaves, Call to Arms
- Atreyu, Falling Down
- Avril Lavigne, When You're Gone
- Black Tide, Shockwave
- Bullet for my valentine, Scream Aim Fire
- Coldplay, Violet Hill
- Endeverafter, I Wanna Be Your Man
- Evanescence, Sweet Sacrifice
- Fall Out Boy, This ain’t a scene, it’s arm race
- Finger Eleven, Paralyzer
- Foo Fighters, All My Life
- Franz Ferdinand, The Fallen
- Kaiser Chiefs, Ruby (GH3)
- Lenny Kravitz, Where are we runnin’
- Modest Mouse, Dashboard
- Phantom Planet, Do The Panic
- Sum 41, Still Waiting
- Tenacious D, The Metal
- The Bravery, Unconditional
- The Donnas, What Do I Have to Do
- The Duke Spirit, Lassoo
- The Fratellis, Chelsea Dagger
- The Kooks, Always Where I Need to Be
- The Offspring, Half-Truism
- The Strokes, Reptilia
- Weezer, Everybody Get Dangerous
- Wolfmother, Dimension
- Yellowcard, Lights and Sounds

## Source
- Site officiel
- Liste des titres sur Jeuxvideo.com